# آنتونی دنیلز
آنتونی دنیلز (انگلیسی: Anthony Daniels؛ زاده ۲۱ فوریهٔ ۱۹۴۶) یک هنرپیشه اهل بریتانیا است. وی از سال ۱۹۷۶ میلادی تاکنون مشغول فعالیت بوده‌است.
از فیلم‌ها یا برنامه‌های تلویزیونی که وی در آن نقش داشته‌است می‌توان به جنگ ستارگان اپیزود چهارم: امیدی تازه، جنگ ستارگان اپیزود سوم: انتقام سیت، جنگ ستارگان اپیزود اول: تهدید شبح، جنگ ستارگان اپیزود دوم: حمله کلون‌ها، جنگ ستارگان اپیزود پنجم: امپراتوری ضربه می‌زند، جنگ ستارگان اپیزود ششم: بازگشت جدای اشاره کرد.